# Power Rangers Dino Fury
Power Rangers Dino Fury sẽ là mùa thứ 28 của loạt phim Power Rangers. Đây là bản Mỹ hóa được sản xuất bằng các cảnh quay, trang phục và đạo cụ từ bộ phim Super Sentai thứ 43 của Nhật Bản - Kishiryu Sentai Ryusoulger được phát sóng vào năm 2019. Bộ phim sẽ ra mắt trên Nickelodeon vào năm 2021 và là series Power Rangers có nữ chiến binh xanh lục.

## Nội dung
Một đội quân ngoài hành tinh hùng mạnh tấn công Trái đất, đe dọa sự sống còn của nhân loại. Một đội Power Rangers hoàn toàn mới được sinh ra bởi sức mạnh tiền sử của khủng long và các hiệp sĩ được tạo ra để đối phó với mối đe dọa.